# Slingerticka
Slingerticka (Cerrena unicolor) är en svampart som först beskrevs av Pierre Bulliard (v. 1742–1793), och fick sitt nu gällande namn av William Alphonso Murrill 1903. Slingerticka ingår i släktet Cerrena och familjen Polyporaceae. Arten är reproducerande i Sverige. Inga underarter finns listade i Catalogue of Life.

## Källor

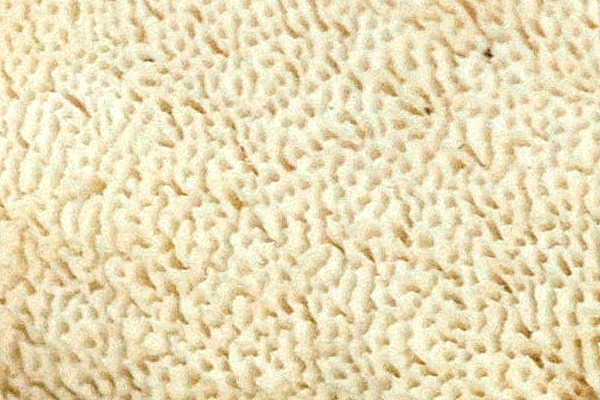